# 3621 Curtis
3621 Curtis este un asteroid din centura principală, descoperit pe 26 septembrie 1981 de Norman Thomas.